# Place Victor-Hugo (Besançon)
Pour les articles homonymes, voir Place Victor-Hugo.
La place Victor-Hugo est une place du centre-ville de Besançon.

## Situation et accès
La place est située dans le quartier de La Boucle (centre-ville), dans le secteur de Saint-Jean, à proximité de Rivotte.
Croisements et voiries
- La rue Victor-Hugo
- La Grande rue
- La rue de la Convention
- La rue Peclet
- La rue des Martelots
- La rue Ernest-Renan

Transports
C'est la compagnie de bus Ginko qui gère le transport de la ville
- les lignes  L3  L4  L6  10  Ginko Citadelle  desservent la place

## Origine du nom
La place honore Victor Hugo (1802-1885).

## Historique
L'ancien nom de la place était place Rondot Saint-Quentin, car au pied de la chapelle Saint-Quentin on dansait en rond,.
Sur cette place sont nés Charles Nodier en 1780, Victor Hugo en 1802 et les frères Lumière en 1862 et 1864.
Charles Fourier est né à 300 mètres de cette place en 1772,, Pierre-Joseph Proudhon est né pas très loin également en 1809.
Gustave Courbet y a vécu une partie de sa vie, c'était involontairement dans la maison natale de Victor Hugo durant ses études jusqu'en 1839.
Gustave Flaubert était en pèlerinage sur cette place en 1851, s'informant sur son ami Victor Hugo qui venait de s'exiler.
À la mort de Victor Hugo en 1885, l'endroit est rebaptisé « place Victor Hugo ».
Le 7 mars 2013, l'hebdomadaire Le Point consacra une page entière sur ce lieu, l'article fut intitulé « Place des grands hommes ».

## Bâtiments remarquables et lieux de mémoire
- La Porte noire qui sépare la place et le quartier Saint-Jean
- Le square Castan qui est un ensemble de vestiges romains.

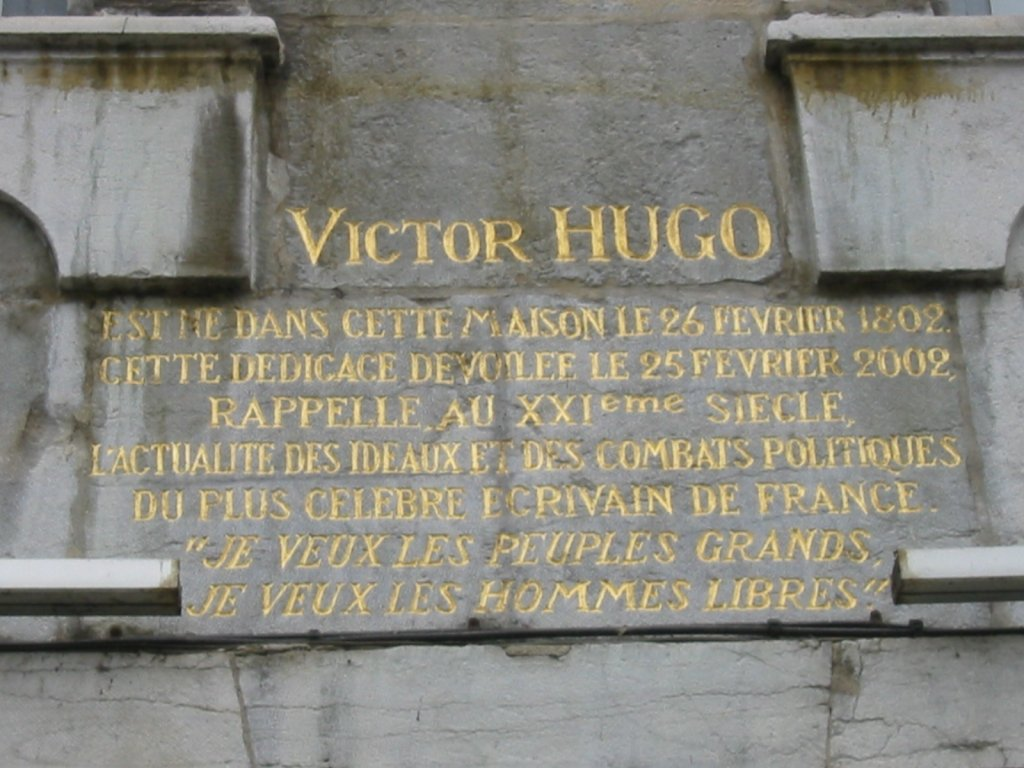
Plaque commémorative de Victor Hugo
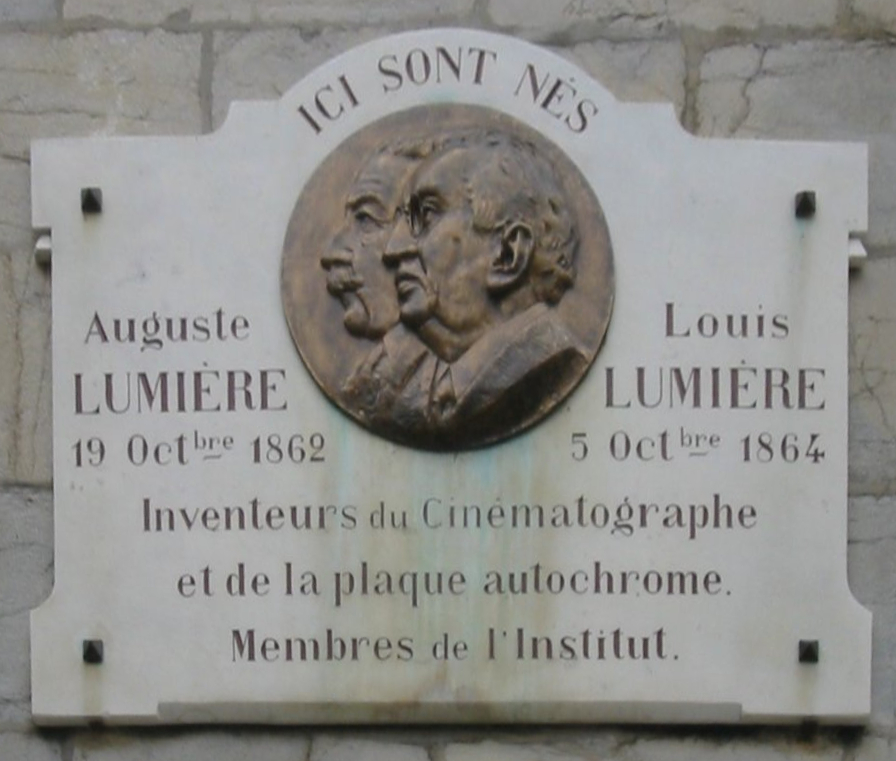
Plaque commémorative des frères Lumière
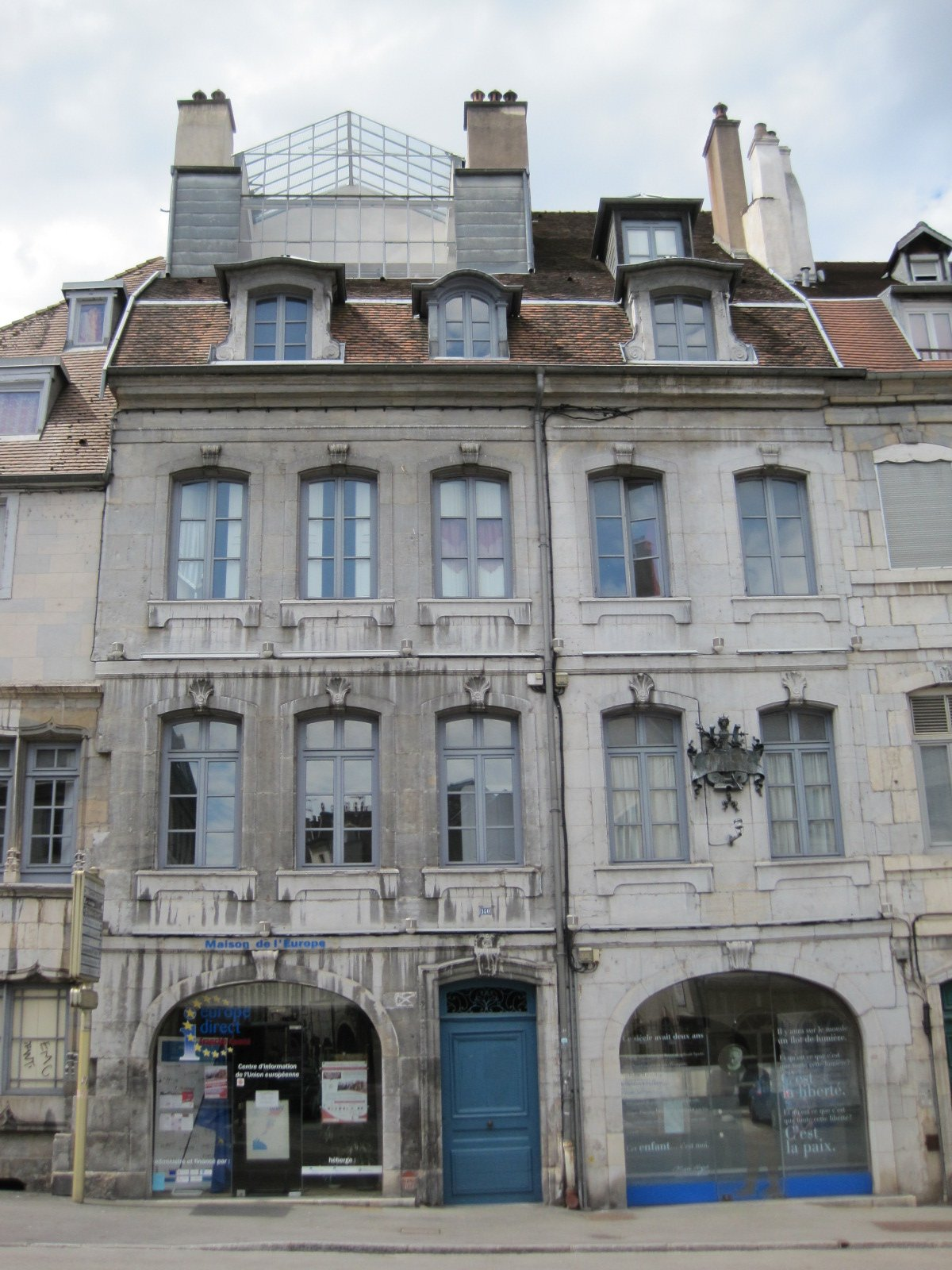
Maison natale de Victor Hugo
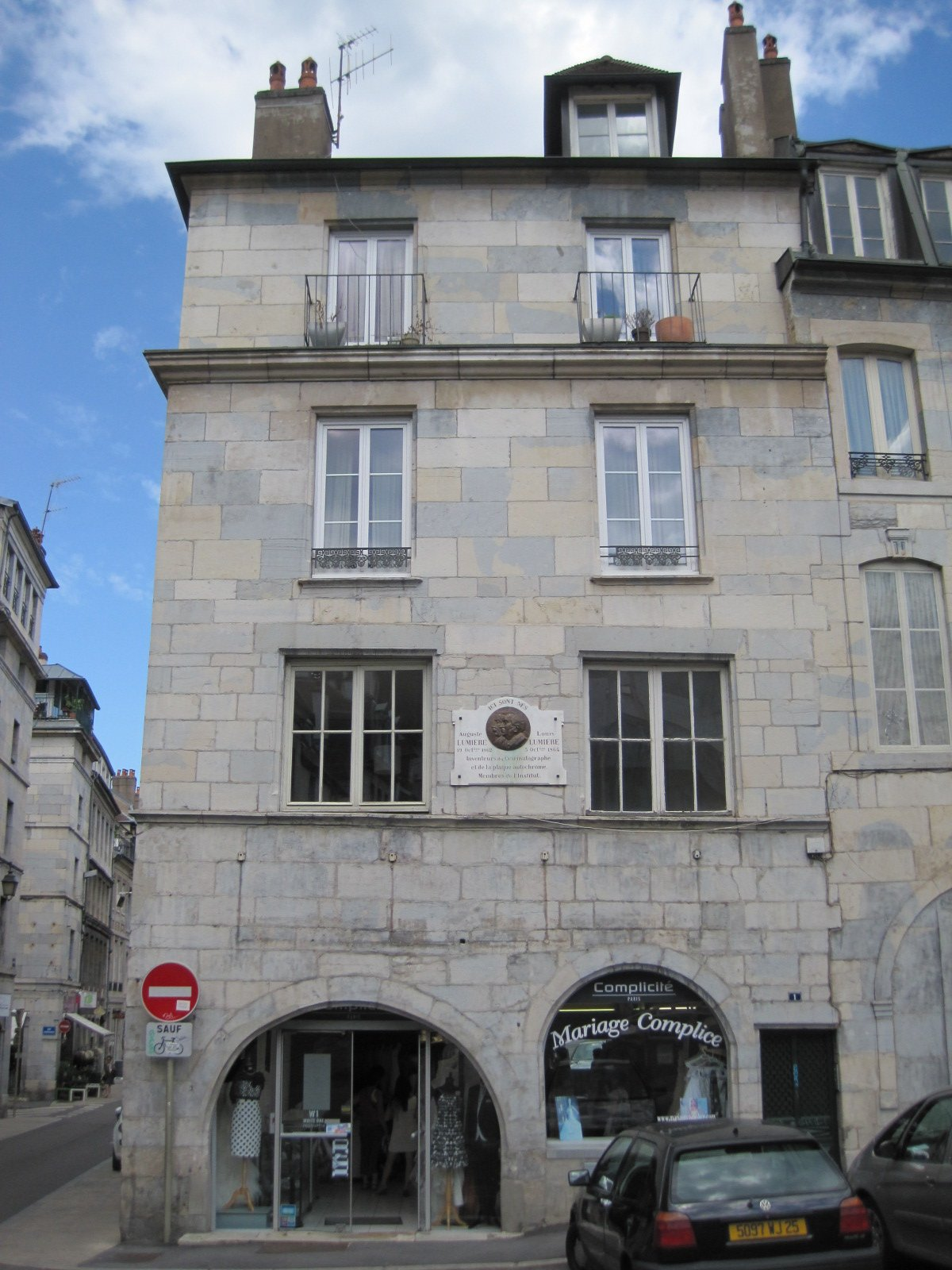
Maison natale des frères Lumière

## Personnalités liées au secteur
- Victor Hugo (maison natale de Victor Hugo)
- Les frères Lumière (maison natale des frères Lumière)
- Charles Nodier
- Gustave Courbet

## Sources
- Ville de Besançon
- Google map
- Site Ginko - Plan des lignes